# (932) Hooveria
(932) Hooveria es un asteroide perteneciente al cinturón de asteroides descubierto el 23 de marzo de 1920 por Johann Palisa desde el observatorio de Viena, Austria.
Está nombrado en honor del político estadounidense Herbert Hoover (1874-1964), trigésimo primer presidente de los Estados Unidos.